# Талышские народные сказки

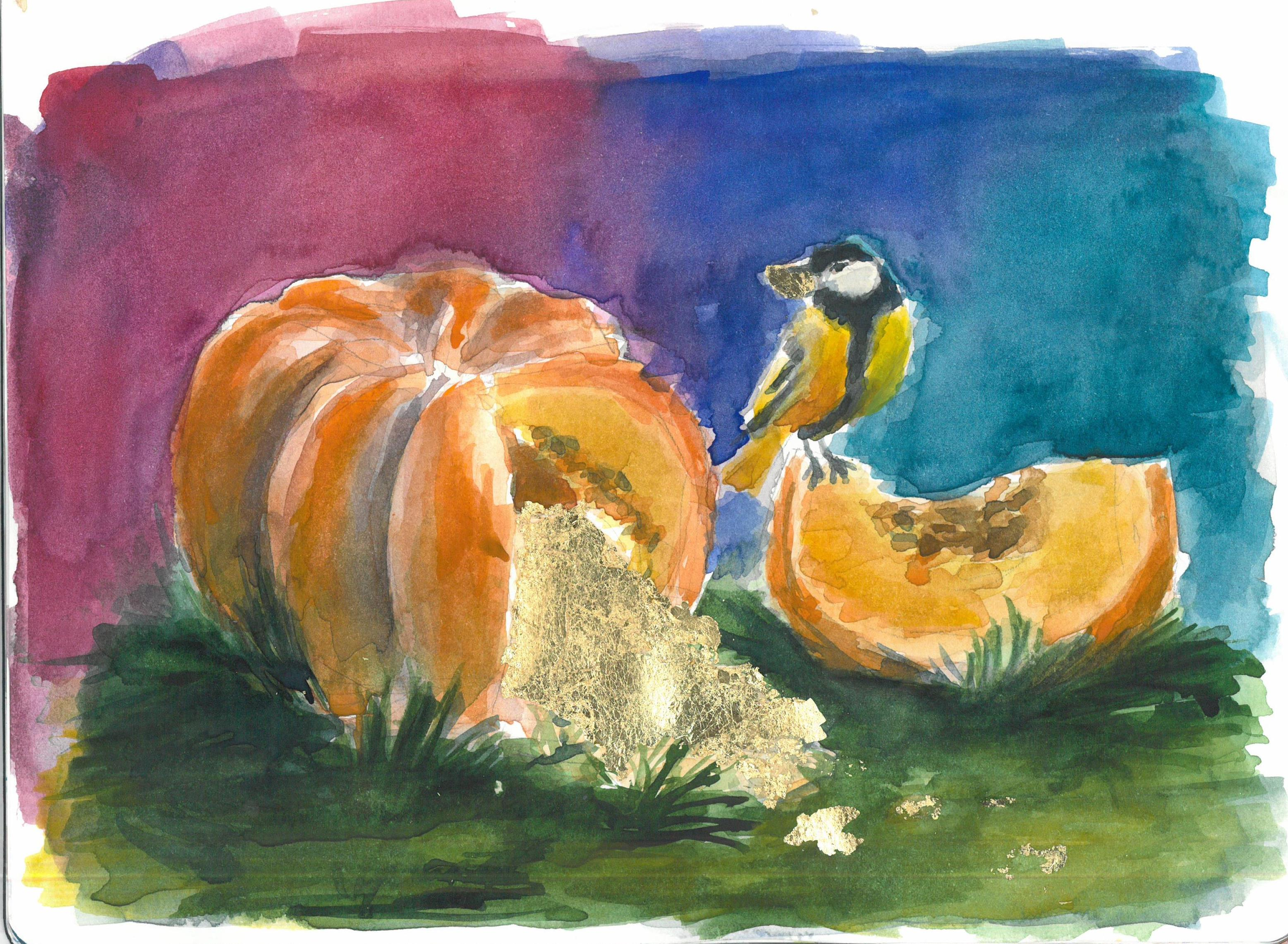
Рисунок по талышской сказке "Kuəzingi nəǧyl"

Талышские народные сказки (тал. Tolyšə nəǧylon) — произведения устного творчества талышского народа. Сказки и легенды каждого народа — одна из важнейших составляющих духовной культуры, которая, как и другие образцы устного народного творчества, воплощает его этническое сознание. Талышские сказки и легенды, дошедшие до наших дней, опираясь своими корнями на Авесту и пройдя через слои истории, занимают очень высокое положение в культуре талышей. Они призывают читателей к сохранению человеческого достоинства, духовных ценностей и чувства чистой любви, что особенно актуально для нашего времени, рекомендуют постоянно возвышать принципы доброты и гуманизма.

## История изучения
Исследователи заинтересовались талышским фольклором ещё в XIX веке. Одним из ранних отражений талышского фольклора являются работы учителя Теймурбеком Байрамалибекова в «Сборнике материалов для описания местностей и племён Кавказа» в 1894—1899 годах. В трёх статьях Байрамалибеков отразил талышские сказки, легенды и поверья. В 1894 году генерал-майор талышского происхождения Мир Асад-бек проживая в Тбилиси, помог лингвисту и этнографу Лопатинскому Л. Г. в проверке собранных им на талышском языке «Талышинских текстов». Два текста на талышском языке, это талышские сказки — «Волшебное яблоко» и «Трус», — с переводом на русский язык были опубликованы в «Сборнике материалов для описания местностей и племён Кавказа». Данные тексты Лопатинскому Л. Г. сообщены были учителем Ленкоранского начального училища Теймур-беком Байрамалибековым.
В 1920—1930-х годах был дан новый импульс к изучению талышского фольклора, в рамках политики коренизации этнографами изучался талышский фольклор, лингвистами талышский язык, существовал талышский колледж, и газеты на талышском языке.
В 1930-м году известным иранистом Борисом Всеволодовичем Миллером в своей работе «Талышские тексты» были отражены талышские анекдоты, небольшие рассказы, песни, сказки, пословицы и небольшой талышско-русско-французский словарь.
В период Большого террора 1936—1938 года талышская интеллигенция (Ахмедхзаде З., Мирсалаев Б., Насирли М., Ахундов Ш.) была репрессирована, талышские школы, газеты закрыты, само название народа исчезло. Талышам в этот период и вплоть до 1989 года было велено называться азербайджанцами, соответственно это коснулось и фольклора, который презентовался, как азербайджанский.
После 1938 года необходимо указать только две работы по талышским сказкам и легендам, это работа 1970 года Р. Карими «Xan iyən Kəran. Tolışə əfsanə» («Хан и Керан. Талышская легенда») и работа 1986 года Бейтулла Шахсойжа «Piyəjenə nənə iyən çəy hırdənon» («Старушка и её дети»).
После развала СССР талышская культурная деятельность активизировалась, образцы талышских сказок, легенд печатались в книгах и открывшихся талышских газетах, например в газете «Толыши садо».
В 2004 году была первая попытка собрать в единый сборник талышские сказки, при поддержке «Международного фонда возрождения талышской культуры» был напечатан сборник «Nəğılon» («Сказки»).
В 2005 году собранные Б. Ф. Миллером, А. Абдоли и Г. Лазардом сказки вышли в печать на русском языке в работе «Талышские народные предания и сказки».
В том же 2005 году талышский писатель из Ирана Садег Хедаят выпускает сборник по талышским сказкам и легендам.
В 2006 году Амирголи Ашури выпускает сборник талышских легенд «Əfsaneha-ye amyane-ye Masal» («Фольклорные легенды Масала»), а в 2009 году в его сборнике «Noğl-o nəbat» («Ногул и набат») имеются и талышские сказки.
В том же 2009 году выходит ещё две работы, это «Əfsaneha və ğesseha-ye Taleşi» («Талышские легенды и сказки») Эбада Зейнали, и «Əfsaneha-ye Taleşi» («Талышские легенды») Исмаила Бахшизаде.
В 2010 году в Реште выходит работа Али Рафии и Азама Джамали «Şalə tərsə Məməd. Dastan-e Taleşi» («Испугавшийся шакала Мамед. Талышский дастан»).
В 2011 году в вестнике Талышской Национальной Академии вышла статья талышского поэта, писателя Аллахверди Байрами «Образцы талышского фолькора (мини-антология)» в которой нашли место несколько сказок, преданий и легенд.
В 2014 году талышевед Али Абдоли выпустил книгу «Ğesseha və məsəlha-ye Taleşi» («Талышские сказки и предания»).
В 2020 году вышел в свет на талышском языке один из наиболее полных сборников талышских сказок «Tolışə xəlqi folklor. Nəğılon iyən əfsonon» («Талышский народный фольклор. Сказки и легенды»).

## Персонажи и мотивы талышских сказок

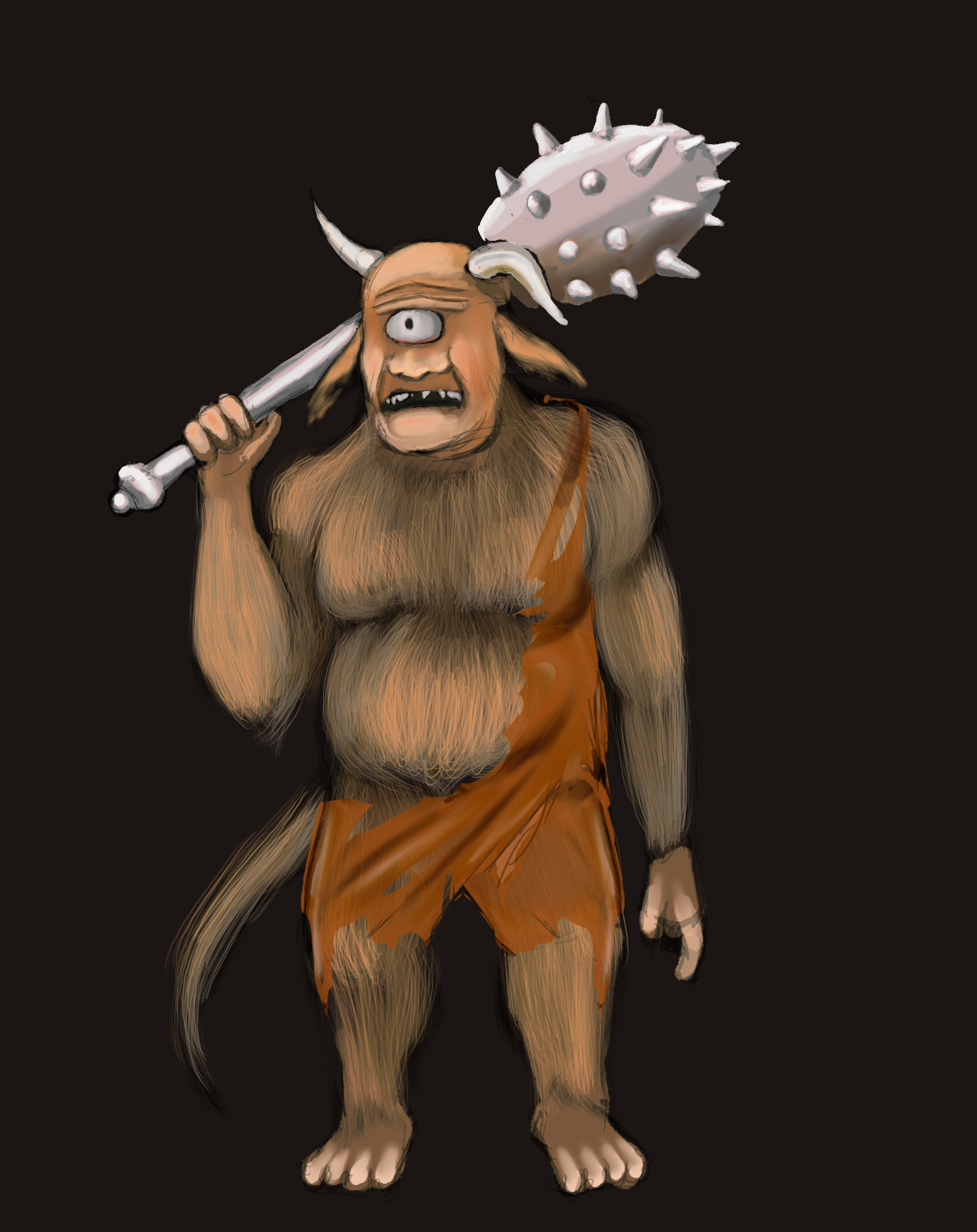
Ичаша див — отрицательный персонаж талышских сказок

### Аждахо и Див
Ажи-Дахака (Аждахо), Див — неизменные отрицательные персонажи талышских сказок. Десакрализация неизбежно ослабляет веру в достоверность повествования. Сказочный герой лишен магической силы, которая есть у мифического героя. В талышских сказках герой женится на дочери падишаха, а сын падишаха нередко женится на простолюдинке. И это является конечной целью сказок – повышается социальный статус героя.
Авестийский Ажи Дахака (талышск. Аждахо) – змей трехглавый, позднее в образе великана, монстра вошел в лексикон современных талышей. Так, например, говорят о человеке крупного телосложения, богатыре и т. д. В устной народной традиции, фольклоре сохранился отрицательный образ Ажи Дахаки, однако в разговорной речи, в быту это слово применяется в отношении людей с крупным телосложением.
Дэв (талышск. Див) сохранился в талышских сказаниях (Ичаша див) в виде страшного, демонического существа, с одной стороны, и достаточно глупого, неуклюжего типа — с другой, такого, что его легко могут обмануть даже дети. В качестве примера из талышских сказок можно привести действия маленького Джыртана, победившего благодаря уму, смекалке мощного великана и злодея Дива. Сказочный герой не имеет тех магических сил, которыми обладает герой мифический. Эти силы он должен приобрести в результате инициации, особого искусства.

### Минорат
В талышских сказках, как и в сказках других индоевропейских народов доминирует минорат. Младший брат наследует отцовское имущество, и он чаще идеализируется как сказочный герой. Он должен быть умнее старших братьев, чтобы распорядиться отцовским имуществом. Младший брат заботится о роде, он — хранитель культа предков. Тот факт, что младший сын оставался с родителями и заботился о них до самой смерти, мог послужить причиной возникновения минората у талышей. Младший брат становился объектом идеализации в сказке, положительным героем, а его старшие братья — отрицательными. Идеализация младшего в талышских сказках имеет схожие с европейскими и русскими сказками черты: младший выделяется своей добротой, нравственными качествами, гуманным отношением к окружающим.

### Дихотомия добра и зла
Главной идеей талышских народных сказок, весьма разнообразных по сюжетам и темам, выступает борьба добра и зла. В этом плане особо выделяются волшебные сказки, в которых действуют сверхъестественные и демонические существа, а также предметы с волшебными свойствами — яблоко, вода, ковёр и др. Силы добра всегда побеждают противоположную сторону благодаря находчивости, уму, смекалке. В бытовых талышских сказках разоблачаются купцы-обманщики, воры, злые и жестокие мачехи, злонравные старшие братья или сестры, лицемерные кази и другие представители власти.
Дихотомия добра и зла пронизывает и талышские сказки о животных. Здесь традиционными отрицательными персонажами выступают лиса, волк и шакал. Лиса — олицетворение хитрости и коварства, волк — воплощение хитрости и алчности, шакал — символ подлости. Но в талышских сказках фигурируют и добрые животные, выступающие помощниками человека. Среди них — лошадь, верблюд, собака.

### Сийах Галеш
Сийах Галеш, или Черный Пастух — это ангел, покровительствующий скоту. Он повсюду сопровождает животных, в частности пасущиеся стада, следит за тем, чтобы животные возвращались домой целыми и невредимыми. При этом Сийо Голыш нередко прибегает и к воспитательным мерам, усмиряя и наказывая непокорных животных, отбившихся от стада, ослушавшихся пастуха. В местах, где владычествует Сийо Голыш, а это в основном леса и луга, нельзя охотиться, наносить какой-либо вред животным. В Авесте имеется схожий персонаж — Геуш Урван (Душа Быка), покровительствующий домашнему скоту.

### Сийо Чыхо
Другим похожим персонажем талышского народного фольклора является «Сийо Чыхо» («Чёрная накидка»). У него есть общая с Черным Пастухом атрибутика – образ в черном одеянии, способность приносить удачу и исполнять желания.

### Хыдыр Наби
Следующий известный персонаж, оказавший определенное воздействие на развитие талышского этнического сознания — аль-Хидр (пророк Хызр), олицетворение водного пространства и зелени. Талыши отмечают праздник Хыдыр Наби в феврале, когда земля готовится к весеннему возрождению — к Новрузу.

Алажен - демоница талышской мифологии

### Алажен
Ещё одним персонажем, обогатившим талышский фольклор, является «Ал». «Ал» — это имя отвергнутой обществом, способной нанести вред женщины. Отсюда и более распространённое имя — «Алажен» («Отвергнутая женщина»). Правда, позже, с приходом ислама шиитского толка, в талышский фольклор вошёл арабский персонаж — «джинн», но он не смог вытеснить «Алажен». Алажен особенно опасна для вновь родившей женщины, преследует её в течение первых шести дней после родов, пытается нанести какой-нибудь вред, особенно ребенку.
Условия талышского «геоэтнического заповедника» способствовали формированию особой фольклорной традиции с персонифицированными в ней героями (Сийо Голыш, Сийо Чыхо, Хыдр Наби, Аждахо, Див, Джыртан и др.). Внесённые извне представления, идеи не вытесняют их на периферию, а сохраняют и дополняют новым содержанием. Так, олицетворением обрядовых мероприятий, предшествующих Новрузу и отмечаемых с незапамятных времён в феврале, стал привнесённый исламским мировоззрением Хыдр Наби. Образы Аждахо, Див, Сийо Голыш, присутствующие в талышском этническом сознании ещё с дозороастрийских времен (эпохи культа Мазды, первоначально существовавшего в Мидии и Урарту), с приходом зороастрийского религиозного сознания переосмысливаются через дихотомию добра и зла.
Ряд черт талышского фольклора, сохраняющего свою самобытность, роднит его с фольклором соседнего населения Азербайджана, Гиляна и Мазандерана. Большой интерес представляют, в частности, талышские предания о сказочных богатырях — дэвах, аналогичные преданиям мазандеранцев и гиляков, а также рассказам о дэвах в «Шах-намэ».